# Smilax lucida
Smilax lucida är en enhjärtbladig växtart som beskrevs av Elmer Drew Merrill. Smilax lucida ingår i släktet Smilax och familjen Smilacaceae. Inga underarter finns listade.